# François Dorzée

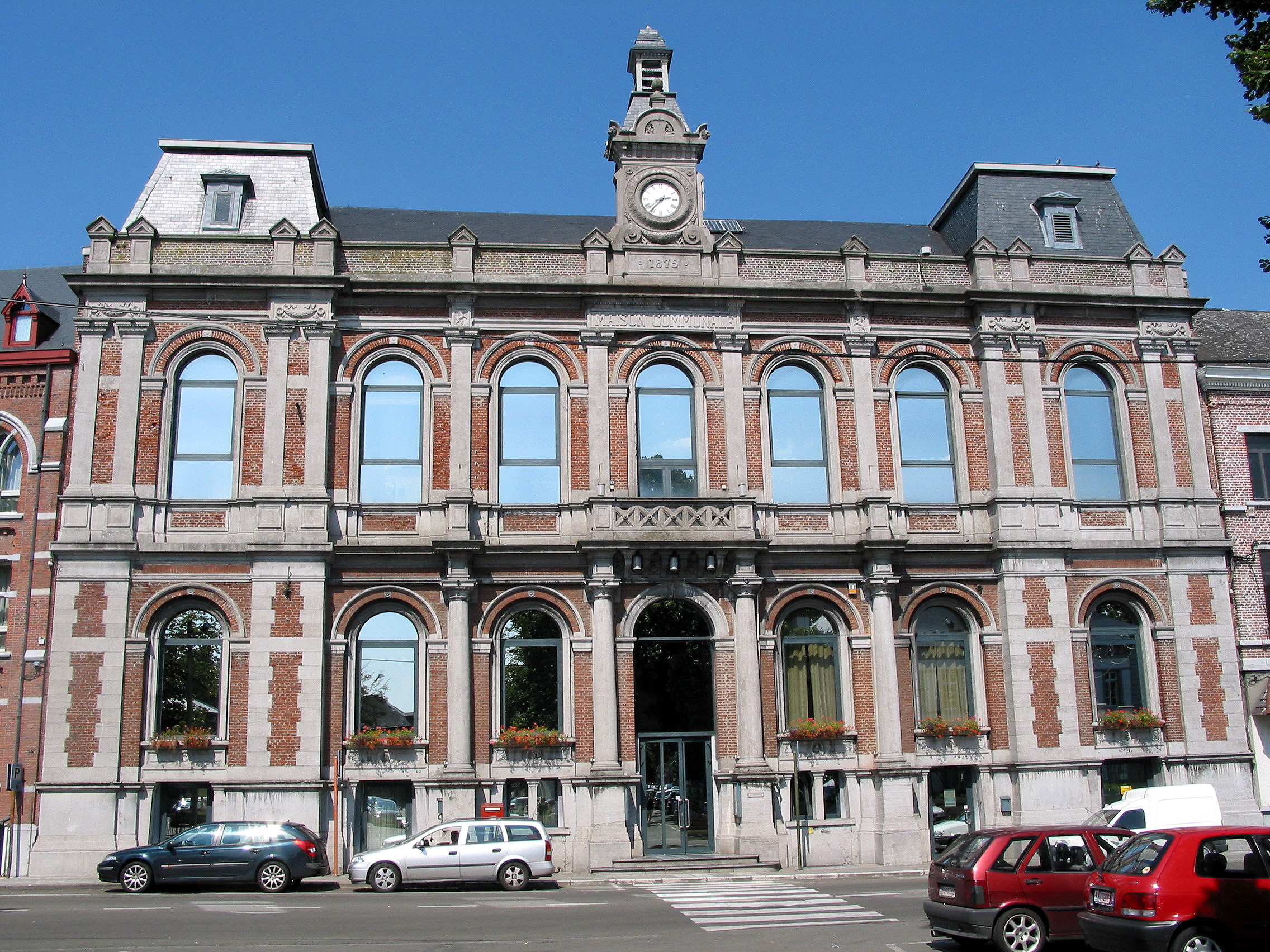
La maison communale de Boussu fut l'initiative de François Dorzée.

François Joseph Dorzée, né à Bruyelle-lez-Antoing le 1er septembre 1813 et décédé à Boussu le 9 juillet 1897, est un industriel belge, bourgmestre de Boussu de 1859 jusqu'à sa mort en 1897 et conseiller provincial du Hainaut.

## Biographie

### Sa famille
François Dorzée est né dans une famille de machinistes originaire de Vedrin. Il est le fils de François-Joseph Dorzée (29 mars 1776—20 septembre 1839) et d'Angélique Joseph Derome (née en 1790). Son grand-père, Jean-Francois Dorzée (1736—22 août 1783), était horloger et directeur des mines de plomb de Vedrin.

### Sa carrière
Élu conseiller communal de Boussu en septembre 1848 puis bourgmestre en 1859, il fit connaître à la commune un essor incroyable, notamment grâce à l'activité de ses propres usines de construction de locomotives à vapeur. 

### La maison communale de Boussu
Construite en 1875 par l'architecte J. Hubert, la maison communale de Boussu est réalisée grace l'initiative et au financement de François Dorzée,.

## Toponymie
Il a donné son nom à la « rue François Dorzée » à Boussu.

## Iconographie
En 1897, Léon Gobert réalise deux bustes de François Dorzée, un en marbre, conservé à l'administration communale de Boussu, et l'autre en bronze, disparu pendant la deuxième guerre mondiale. Il existe un portrait lithographié signé « Montenez Mons 1897 » et portant la mention « A Monsieur François Dorzée Bourgmestre à Boussu. Ses concitoyens et amis reconnaissants (1813-1897) ». 

### Archives
- Archives de la famille Dorzée aux Archives de l'État à Mons
- Archives et documents Dorzée conservés par sa descendance
- Administration communale de Boussu : État-civil contenant les actes de mariage et de décès de François Dorzée.